# Erythroxylum pacificum
Erythroxylum pacificum là một loài thực vật thuộc họ Erythroxylaceae. Đây là loài đặc hữu của Peru.